# لانوچیلین
لانوچیلین (به انگلیسی: Llanuwchllyn) یک منطقهٔ مسکونی در بریتانیا است که در گوینز واقع شده‌است. لانوچیلین ۶۱۷ نفر جمعیت دارد.